# Eugenio Ribón
Eugenio Ribón (Cádiz, 1974) es un abogado español especializado en derecho de consumo y justicia gratuita. Desde 2023, es el Decano del Ilustre Colegio de la Abogacía de Madrid (ICAM), vicepresidente del Consejo General de la Abogacía Española (CGAE) y presidente de la Unión Interprofesional de la Comunidad de Madrid (UIPCM). Es también presidente y fundador de la Asociación Española de Derecho del Consumo (AEDC), miembro del Consejo Asesor de la Asociación de Letrados por un Turno de Oficio Digno (ALTODO) y miembro de la Junta Directiva de la Asociación Nacional de Víctimas de Accidentes y Responsabilidad Civil (ANAVA).
Es licenciado en Derecho por la Universidad Pontificia Comillas (ICADE), donde también cursó un máster en Asesoría Jurídica de Empresas. Posteriormente, obtuvo la suficiencia investigadora de doctorado por la Universidad Complutense de Madrid.

## Trayectoria profesional
Con más de 25 años de colegiación en el ICAM, ha desempeñado diversos cargos en la institución, incluyendo el de Diputado 3º entre 2017 y 2022. También es socio-director del despacho Ribón Asociados SLP.
Ha ocupado diversas posiciones en organismos de protección de consumidores, entre ellos:
- Árbitro de la Junta Arbitral Nacional de Consumo.
- Consejero del Consejo General del Sistema Arbitral de Consumo.
- Consejero del Consejo Asesor de Telecomunicaciones y de la Sociedad de la Información.
- Presidente de la Sección de Consumo del ICAM.

En su labor profesional ha destacado por la acción en defensa de los usuarios de servicios financieros dando lugar a la sentencia del Tribunal Supremo de 23 de diciembre de 2015 que declara el mayor número de cláusulas abusivas en la materia en Europa; o por ser el responsable de la defensa jurídica de los intereses generales de los consumidores frente a cláusulas abusivas en el transporte aéreo frente a las principales compañías aéreas culminando con su declaración de nulidad por el Tribunal Supremo. Asimismo logró que el Tribunal Supremo declarara nula por abusiva la cláusula de Ryanair que permitía mandar el equipaje en vuelo distinto al del pasajero y la de sumisión al derecho irlandés.

### Turno de Oficio
Desde sus inicios profesionales, es abogado del Turno de Oficio en los turnos de civil, penal, menores, violencia de género, investigados, Audiencia Nacional, Tribunal Supremo y Tribunal Constitucional. Ha participado en iniciativas para la mejora de las condiciones de los abogados de oficio, denunciando retrasos en los pagos y solicitando mayor reconocimiento institucional. En 2009, participó en la reivindicación de mejoras en los honorarios del Turno de Oficio en Madrid y en 2012, como vicepresidente de ALTODO impulsó la renuncia temporal de las guardias. En 2015, defendió públicamente la necesidad de dignificar la labor de los abogados adscritos al turno y solicitó una mejor financiación para el sistema de justicia gratuita.

### Derecho de los consumidores
Ribón ha sido muy crítico con el deterioro progresivo de los derechos de los consumidores y usuarios. En 2008 lideró la primera acción colectiva arbitral en España para evitar el cobro por la identificación de llamadas contra Telefónica Ese mismo año y en 2012 presentó denuncias contra Ryanair por cancelaciones de vuelos y sus prácticas en la gestión del combustible. Tuvo una destacada participación en la defensade los afectados por las particiones preferentes, promoviendo litigios contra productos financieros considerados abusivos y criticando públicamente las normas legales y sentencias que no amparan a los consumidores. También ha presentado propuestas para la modificación o elaboración de nuevas normativas en su defensa, como la reforma de la ley hipotecaria o una ley de segunda oportunidad para familias en quiebra.
Participó en la defensa de los afectados por el accidente del Costa Concordia ante los tribunales españoles, logrando que en el juicio la empresa naviera accediese a retirar todas las cláusulas abusivas de sus contratos. El reconocimiento por parte de Costa Cruceros benefició a todos los consumidores, ya que su inscripción en el Registro de Condiciones Generales de la Contratación evitó que otras compañías turísticas las incluyeran en sus contratos desde entonces. Ha liderado y participado en otras múltiples acciones legales y campañas en defensa de consumidores y usuarios, como los afectados por la cancelación del Festival Marenostrum en 2016, por la quiebra de Air Comet en 2009, frente a los desahucios hipotecarios de vivienda habitual en 2012 en plena crisis económica, contra la inclusión indebida de ficheros de morosos o contra fraudes en telecomunicaciones como SMS fraudulentos.

## Trayectoria como Decano del ICAM

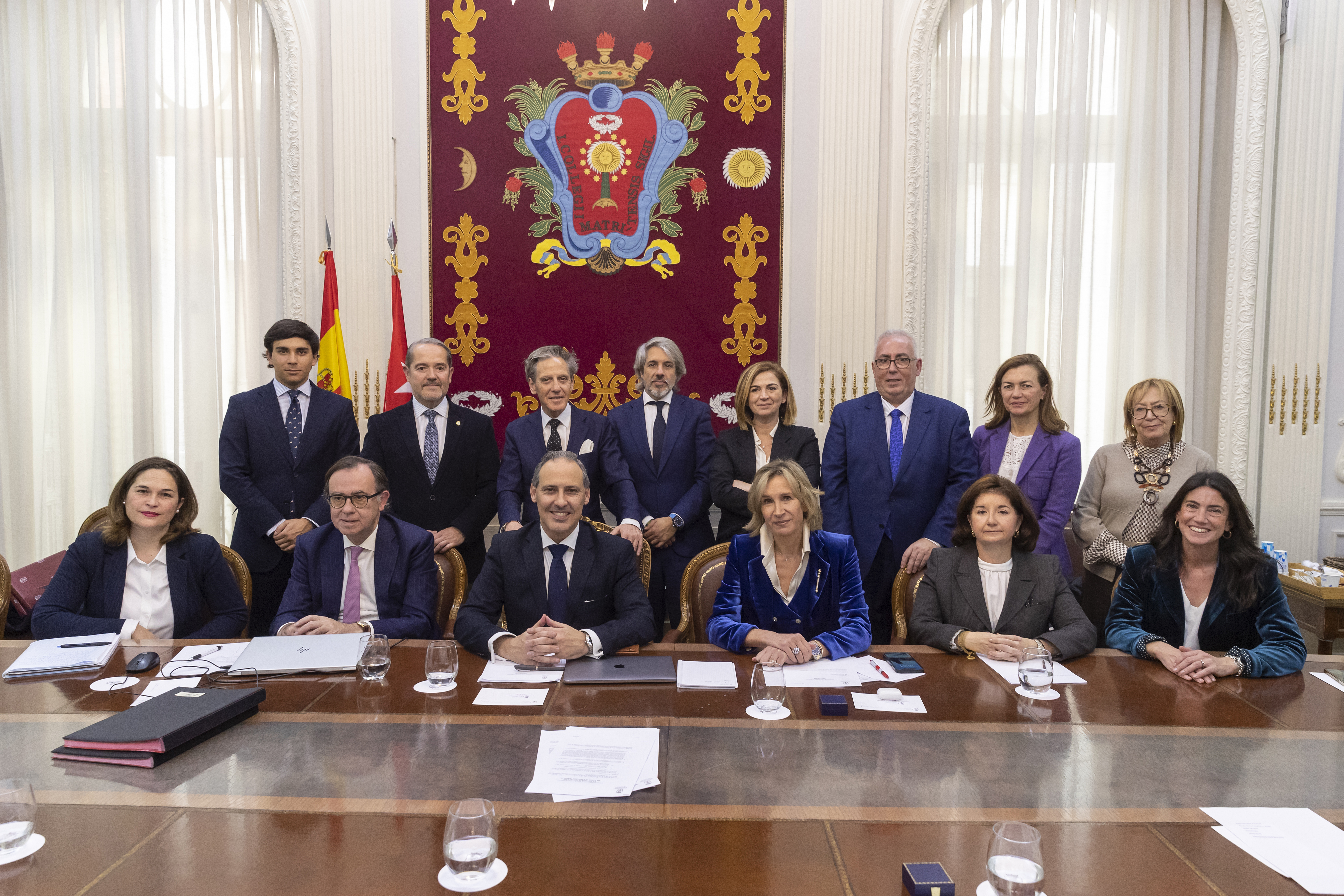
Junta de Gobierno al completo del Ilustre Colegio de la Abogacía de Madrid en 2023, presidida por Eugenio Ribón

Eugenio Ribón asumió el cargo de Decano del Ilustre Colegio de la Abogacía de Madrid el 12 de enero de 2023. En su discurso de toma de posesión definió como sus prioridades la defensa de la profesión, el refuerzo del peso de la institución y de la abogacía y la salvaguarda del Estado de Derecho. Desde entonces, ha impulsado diversas iniciativas dirigidas a la modernización de la institución, la actualización normativa y la mejora de las condiciones del ejercicio profesional de la abogacía.
Durante su mandato, el ICAM formalizó la compra de la totalidad del edificio ubicado en Serrano 9, la casa-palacio del Marqués de Portago, con el objetivo de ampliar su patrimonio inmobiliario y mejorar las instalaciones disponibles para la prestación de servicios a los colegiados, habilitando nuevas dependencias para la formación y actividades institucionales del Colegio. La operación fue respaldada por la Junta General del ICAM por un 76,1% de votos a favor.
Con el propósito de fomentar la especialización y formación continua en la abogacía, Ribón impulsó la creación del Centro Universitario ICAM, que tiene como objetivo ofrecer programas de posgrado y certificaciones profesionales en distintas ramas del derecho, establecer alianzas estratégicas con universidades nacionales e internacionales y posicionar al ICAM como un referente en educación jurídica en España y América Latina.
Uno de los principales acuerdos de su gestión ha sido la primera firma de un Convenio de Legislatura con la Comunidad de Madrid, mediante el cual se estableció un incremento del 13% en los baremos del Turno de Oficio hasta 2027, medidas para agilizar los pagos y mejorar la gestión administrativa de la asistencia jurídica gratuita, así como un refuerzo en la formación y el apoyo institucional para los abogados adscritos al servicio.
Como representante institucional de la abogacía ha incidido en la defensa del Estado de Derecho y la independencia judicial, destacando la declaración institucional sobre la Ley de Amnistía planteada a finales de 2023 por el Gobierno de España, que logró centenares de adhesiones de firmas jurídicas y de profesionales. En esta declaración se ratificaba el compromiso del ICAM con el marco constitucional y el respeto a la separación de poderes; la preocupación por las implicaciones jurídicas de la Ley de Amnistía, especialmente en relación con la independencia del Poder Judicial; por último se hacía un llamamiento a un debate institucional basado en el respeto a los valores democráticos.

### Reforma de los estatutos
Bajo su liderazgo, el ICAM llevó a cabo una reforma integral de sus estatutos, orientada a modernizar el marco normativo que regula la institución. Entre las principales modificaciones presentadas para su reforma destacaban: mayor transparencia y democratización en la gestión colegial; refuerzo de derechos y deberes de los colegiados; optimización de los procedimientos internos, con el objetivo de agilizar trámites y mejorar la eficiencia administrativa. La reforma fue respaldada en Junta General por el 79% de los colegiados en diciembre de 2024.

### Fundación ICAM Cortina
En el marco de una estrategia para impulsar la labor social del Colegio, se promovió la refundación de la Fundación Cortina, fundada a finales del siglo XIX, con el objetivo de “ayudar más y ayudar mejor” y “estar cerca de los colegiados cuando más lo necesitan” con un nuevo Patronato que busca integrar al conjunto de la abogacía madrileña. Entre los proyectos de la nueva Fundación, rebautizada como Fundación ICAM Cortina, se encuentran: el lanzamiento de una línea telefónica de ayuda psicológica para los colegiados/as, servicio pionero en España en cuanto a asistencia psicológica para profesionales del derecho; puesta en marcha de un programa de "Bienestar integral ICAM"; y la creación de un nuevo espacio social para la abogacía veterana en la sede de la calle Serrano, 9, el Club Sénior.

## Publicaciones y docencia
Ha impartido conferencias nacionales e internacionales y ha formado a numerosos profesionales en la defensa de los consumidores en todo los colegios de la abogacía de España. También es autor de más de 35 publicaciones en editoriales jurídicas especializadas en especial sobre el derecho de consumidores y usuarios.